# Herwig Guratzsch
Herwig Guratzsch (* 21. Mai 1944 in Dresden) ist ein deutscher Kunsthistoriker.

## Leben und Wirken
Herwig Guratzsch wurde als Sohn des Schriftstellers und Lehrers Curt Guratzsch (1891–1965) geboren. Er studierte an der Universität Rostock Evangelische Theologie und Philosophie. In der Deutschen Demokratischen Republik wurde er für zwei Jahre und zwei Monate inhaftiert. Der Ost-Berliner Rechtsanwalt Wolfgang Vogel und der West-Berliner Rechtsanwalt Jürgen Stange vermittelten einen Häftlingsfreikauf. Guratzsch konnte in die Bundesrepublik Deutschland übersiedeln. An der Ludwig-Maximilians-Universität München studierte er Kunstgeschichte. Mit einer Doktorarbeit über die Niederländische Malerei des 17. Jahrhunderts wurde er zum Dr. phil. promoviert. Ab 1976 war er zwei Jahre Stipendiat des Bayerischen Staates am Zentralinstitut für Kunstgeschichte München. Von 1978 bis 1993 leitete er das Wilhelm-Busch-Museum in Hannover. Unter seiner Leitung wurde es zum Deutschen Museum für Karikatur und Kritische Grafik. Von 1993 bis 1999 war er Direktor des Museums der bildenden Künste in Leipzig. In dieser Zeit hatte er den Auszug des Museums aus dem Reichsgericht in ein Interim (Messehaus) und die Weichenstellung für den Neubau am Sachsenplatz des Museums zu entwickeln. 1999 übernahm er den Vorsitz der Stiftung Schleswig-Holsteinische Landesmuseen Schloss Gottorf. Als bedeutendste Projekte seiner Amtszeit auf Schloss Gottorf gelten fraglos die Rekonstruktionen des Gottorfer Riesenglobus und des barocken Neuwerkgartens. Zu seiner Pensionierung Ende Mai 2009 kuratierte er die Ausstellung Fixsterne – 100 Jahre Kunst auf Papier. Für seine Verdienste wurde er von Ministerpräsident Peter Harry Carstensen 2011 mit dem Verdienstorden des Landes Schleswig-Holstein ausgezeichnet. Er ist Rechtsritter des Johanniterordens (Hannoversche Genossenschaft) und Mitglied des Goethe-Instituts. Von 2003 bis 2012 war er Vorstandsmitglied im Arbeitskreis selbständiger Kultur-Institute e. V. – AsKI. 

## Werke
- Die Auferweckung des Lazarus in der Niederländischen Malerei Kunst von 1400 bis 1700. Ikonographie Ikonologie, 2 Bde. Van Ghemmert, Kortrijk 1980.
- mit Rainer Meyer: Armin Müller-Stahl – Werkmonographie, Malerei und Zeichnungen. Hrsg. von Frank Thomas Gaulin. Ed. Braus, Berlin 2011.

## Herausgeber
- Käthe Kollwitz : Druckgraphik, Handzeichnungen, Plastik. Wilhelm-Busch-Museum Hannover, Deutsches Museum für Karikatur und Kritische Grafik, 02.09.1990–28.10.1990; Museum Ostdeutsche Galerie Regensburg, 15.11.1990–20.01.1991. Stuttgart : Hatje, 1990
- Expressionismus und Wahnsinn. Bearbeitet von Thomas Röske. Prestel, München 2003.
- Eduard Beaucamp: Werner Tübke: Meisterblätter. Prestel, München 2004.
- Der neue Gottorfer Globus. Koehler & Amelang, Leipzig 2005, ISBN 3-7338-0328-0.
- mit Ulrich Kuder: K(l)eine Experimente. Kunst und Design der 50er Jahre in Deutschland. Schleswig 2008, ISBN 978-3-937719-76-4.